# Xenochilicola haroldotoroi
Xenochilicola haroldotoroi is een vliesvleugelig insect uit de familie Colletidae. De wetenschappelijke naam van de soort is voor het eerst geldig gepubliceerd in 2005 door Genaro & Packer.